# Marco Polo (Doctor Who)
Marco Polo è il primo, in ordine cronologico, degli episodi andati perduti del serial televisivo britannico Doctor Who, originariamente trasmesso in sette parti a cadenza settimanale dal 22 febbraio al 4 aprile 1964 in Gran Bretagna. La storia è ambientata in Cina nell'anno 1289. Sebbene esistano ancora delle fotografie di scena e la traccia audio originale, l'intero episodio in tutte le sue parti è andato perduto e non se ne conoscono copie sopravvissute.

## Trama
Il TARDIS si materializza sull'Himalaya nel 1289 e l'equipaggio incontra Marco Polo, in viaggio verso la corte di Kublai Khan a Pechino. Il Dottore e i suoi compagni dovranno sventare le macchinazioni del signore della guerra Tegana e riconquistare il TARDIS, preso da Polo per farne dono all'imperatore in cambio del proprio ritorno a Venezia.

## Produzione

### Scrittura
Il creatore di Doctor Who, Sydney Newman, suggerì il nome dello sceneggiatore John Lucarotti, suo vecchio collega alla Canadian Broadcasting Corporation, alla produzione nelle prime fasi di lavorazione dello show. David Whitaker contattò Lucarotti per proporgli di scrivere per il programma; a Lucarotti, che aveva recentemente lavorato al serial radiofonico The Three Journeys of Marco Polo (1955), il 9 luglio 1963 venne affidato il compito di scrivere la sceneggiatura di una storia che comprendesse tra i personaggi Marco Polo, provvisoriamente intitolata Dr Who and a Journey to Cathay. Mentre stava sviluppando la trama, Lucarotti incontrò delle difficoltà per il quarto episodio, e ricorse allora a materiale presente nel libro Il Milione dello stesso Polo, per trovare idee e proseguire la storia. Il serial avrebbe originariamente dovuto essere la terza macrostoria della serie, programmata per essere trasmessa il 18 gennaio 1964, ma venne posticipato come quarta dopo The Edge of Destruction, un episodio interlocutorio in sole due parti. Waris Hussein, che lavorava allo show fin dalla prima puntata, venne scelto come regista di Marco Polo; John Crockett diresse la quarta puntata del serial in sua assenza.
La musica venne composta da Tristram Cary, già autore delle musiche in The Daleks. Cary ricorse a strumenti convenzionali quali flauto, arpe e percussioni, ma impiegò anche voci elettroniche per la scena della tempesta di sabbia nel secondo episodio.

### Riprese
Una settimana di riprese si svolsero presso gli Ealing Studios dal 13 al 17 gennaio 1964, consistenti principalmente in inserti di location da montare nelle varie sequenze. Seguirono le riprese per il primo episodio dal 27 al 30 gennaio, e gli altri furono filmati con cadenza settimanale nel Lime Grove Studio D dal 31 gennaio al 13 marzo. Quando William Hartnell si ammalò durante la prima settimana di febbraio, si rese necessaria una veloce riscrittura del secondo episodio così da eliminare il Dottore da molte scene. Per la tempesta di sabbia della seconda puntata, fu utilizzata una macchina del vento, ma il regista Waris Hussein non rimase soddisfatto del risultato ottenuto. Durante le riprese del sesto episodio, Mark Eden si ferì accidentalmente alla mano destra a causa di una spada impugnata da Derren Nesbitt.

### Casting
Mark Eden fu scritturato per interpretare Marco Polo; Hussein lo aveva visto nella produzione teatrale della Royal Shakespeare Company intitolata A Penny for a Song nel 1962. Sebbene i protagonisti del serial siano indubbiamente il Dottore, Ian e Barbara; Hussein decise di raccontare la storia più dal punto di vista di Marco Polo e di dargli maggiore spazio, e il copione venne riscritto. Derren Nesbitt interpretò Tegana, avendo già recitato in vari film storici negli anni cinquanta. Per la parte di Ping-Cho, Hussein cercava un'attrice orientale sconosciuta, che non fosse già nota al grande pubblico; scritturò quindi la diciannovenne Zienia Merton, e dopo averla sottoposta a un provino privato a casa sua, le affidò il ruolo. William Russell non fu soddisfatto delle modifiche apportate al copione in fase di lavorazione che toglievano spazio al suo personaggio, e il suo agente scrisse alla dirigenza della BBC per protestare. Il quinto episodio del serial vide la partecipazione di una scimmia non sufficientemente ammaestrata, che causò alcuni problemi sul set; a tal proposito Carole Ann Ford ricordò che la scimmietta "era una piccola cosa pelosa e cattiva che girava e saltava dappertutto mordendo chiunque le si avvicinasse".

## Struttura
L'episodio venne teletrasmesso in Gran Bretagna suddiviso in 7 puntate da 25 minuti circa così intitolate:
1. The Roof of the World - 22 febbraio 1964, durata 24:12
2. The Singing Sands - 29 febbraio 1964, durata 26:34
3. Five Hundred Eyes - 7 marzo 1964, durata 22:20
4. The Wall of Lies - 14 marzo 1964, durata 24:48
5. Rider From Shang-Tu - 21 marzo 1964, durata 23:26
6. Mighty Kublai Khan - 28 marzo 1964, durata 25:36
7. Assassin at Peking - 4 aprile 1964, durata 24:48

## Sparizione
All'incirca tra il 1967 ed il 1978 fu pratica abituale della BBC la cancellazione del materiale più vecchio memorizzato su nastri magnetici per un riutilizzo degli stessi. Ciò portò alla sparizione di numerosi vecchi episodi di serie e sceneggiati tv non considerati all'epoca di rilevanza storica. Marco Polo fu uno degli unici tre episodi (insieme a Mission to the Unknown e The Massacre of St Bartholomew's Eve) di Doctor Who del quale non sia rimasto nessun fotogramma o spezzone della trasmissione televisiva originale. Solamente alcune foto di scena tratte dalle parti 1-3 e 5-7 sono state rese disponibili dal regista Waris Hussein che ne era in possesso fin dall'epoca delle riprese. La traccia audio è invece intatta, essendo giunta fino a noi grazie a registrazioni in studio effettuate durante la trasmissione originaria. Secondo alcune fonti, i nastri master originali del serial sarebbero stati cancellati dagli archivi della BBC il 17 agosto 1967.
L'ultima messa in onda televisiva dell'episodio della quale si abbia documentazione, ebbe luogo in Etiopia tra il 21 gennaio e il 4 marzo 1971.

## Edizioni Home video
Nel 2003, la colonna sonora originale dell'intero episodio è stata pubblicata su tre CD audio come parte del 40º anniversario della serie Doctor Who. Nel cofanetto CD sono incluse una mappa del Catai come era all'epoca del viaggio del Dottore in Cina, ed un saggio sulle inesattezze storiche contenute nell'episodio.
All'interno del cofanetto DVD del 2006 The Beginning, è incluso un condensato della durata di 30 minuti dell'episodio come contenuto extra del disco The Edge of Destruction. Questa versione della storia, ricostruita ed elaborata da Derek Handley, consiste in foto di scena della trasmissione originale con l'aggiunta della traccia audio. La traccia audio integrale originale dell'episodio è stata pubblicata su tre CD nel 2010 nel cofanetto The Lost TV Episodes - Collection One 1964-1965.